# Karl Stehlin
Karl Friedrich Stehlin (* 21. März 1859 in Basel; † 18. November 1934 ebenda) war ein Schweizer Jurist, Politiker, Archäologe und Historiker.

## Leben und Werk

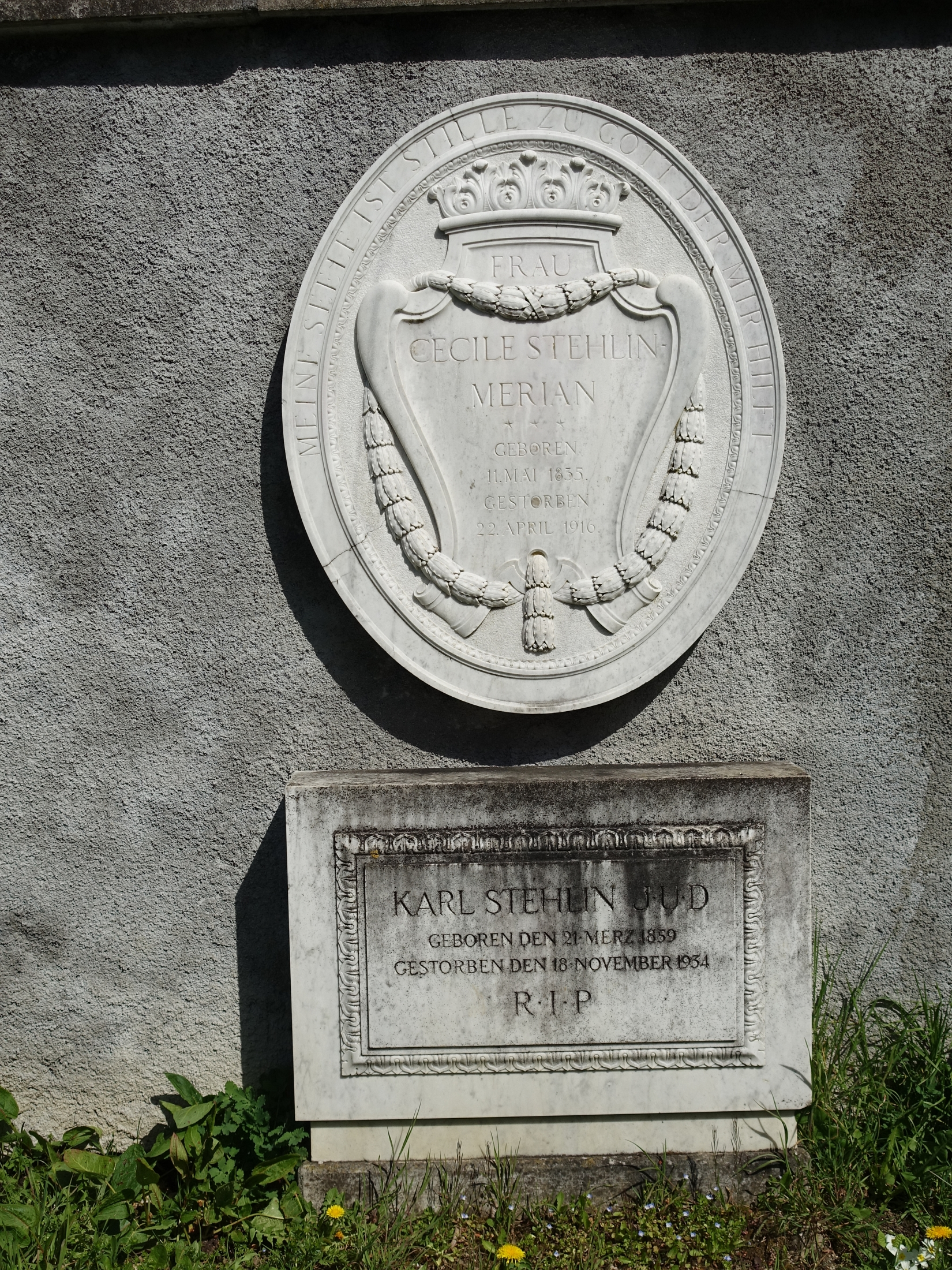
Grabstein auf dem alten Friedhof in Arlesheim

Karl Stehlin war ein Sohn des Anwalts und Politikers Karl Rudolf Stehlin und der Cecile, geborene Merian (* 11. Mai 1835; † 22. April 1916). Sie war eine Tochter des Peter Merian. Stehlins Brüder waren Hans Georg Stehlin und Fritz Stehlin.
Karl Stehlin studierte Rechtswissenschaften an den Universitäten Basel, Leipzig und Göttingen, wo er 1881 zum Dr. iur. promovierte. Nach seiner Habilitation im Jahr 1885 wirkte er bis 1912 als Privatdozent für Recht und Geschichte des Basler Stadtrechts an der Universität Basel. 1884–1897 war er Mitglied der kantonalen Bauexpertenkommission, für die er das Hochbaugesetz von 1895 entwarf. 1892–1905 nahm Stehlin als Vertreter der Liberalkonservativen im Grossen Rat des Kantons Basel-Stadt Einsitz. 1897–1912 gehörte er der Baupolizeikommission und 1897–1931 der Justizkommission an. 1895–1898 präsidierte er die Schweizerische Gesellschaft für Erhaltung der Kunstdenkmäler und ab 1896 deren neu geschaffene Subkommission für Forschungen über die Römerzeit. Ab 1901 war er Vorsteher der Historischen und Antiquarischen Gesellschaft in Basel.
Als Privatgelehrter leistete Stehlin Bedeutendes zur Erforschung der Vergangenheit der Stadt Basel und ihrer Umgebung. Ab 1880 leitete er in Augusta Raurica Ausgrabungen und entdeckte unter anderem die ältesten Theaterbauten sowie das Haupt- und das Südforum. Von den handschriftlichen Grabungsberichten profitierten andere Forscher erheblich, namentlich Felix Staehelin und Rudolf Laur-Belart. 
Stehlin machte noch an weiteren Fundorten im Kanton Baselland archäologische Beobachtungen und führte in den 1920er-Jahren die umfangreichen Ausgrabungen beim Bau des Friedhofs am Hörnli in Riehen durch. 
Als Historiker und Kunsthistoriker betrieb er auf verschiedenen Gebieten Grundlagenforschung. So erarbeitete er für die Stadt Basel ein Historisches Grundbuch, stellte eine umfassende Bibliografie zu Augusta Raurica zusammen, erforschte die Baugeschichte des Basler Münsters, veröffentlichte Beiträge zur Baugeschichte der Münster in Freiburg in Breisgau, Strassburg und Bern, edierte eine Quellensammlung zum frühen Buchdruck in Basel und wertete englische Archive nach Zeugnissen zur Schweizer Geschichte aus. 
Karl Stehlins Grabstein befindet sich auf dem alten Friedhof in Arlesheim.

## Schriften (Auswahl)

### Monografien
- Ausgrabungen in Augst 1890–1934. Bearbeitet von Constant Clareboets, redigiert herausgegeben von Alex R. Furger (= Forschungen in Augst. Band 19). Augusta Raurica, Augst 1994 (Digitalisat).
- Regesten zur Geschichte des Buchdrucks bis zum Jahre 1500. 3 Bände, Leipzig 1887
- mit Rudolf Wackernagel: Baugeschichte des Basler Münsters. Basel 1895 (Digitalisat)

### Aufsätze
- Die Inschrift über dem Kirchenportal zu Saint-Ursanne. In: Basler Zeitschrift für Geschichte und Altertumskunde, Bd. 2, 1903, S. 67–71. (Digitalisat)
- Basler Baumeister des 15. Jahrhunderts. In: Basler Zeitschrift für Geschichte und Altertumskunde, 1906, S. 96–122. (doi:10.5169/seals-111765).
- Bibliographie von Augusta Raurica und Basilia. In: Basler Zeitschrift für Geschichte und Altertumskunde, 1911, S. 38–180. (doi:10.5169/seals-112279)
- Das abgegangene Dorf Itkon. In: Basler Zeitschrift für Geschichte und Altertumskunde, Bd. 15, 1916, S. 231–236 (doi:10.5169/seals-112786)
- (mit Felix Staehelin): Das Römerdenkmal in Basel. In: Basler Zeitschrift für Geschichte und Altertumskunde. Bd. 23, 1925, S. 155–165. (Digitalisat)
- Der Sempacherbrief. In: Basler Zeitschrift für Geschichte und Altertumskunde. Bd. 23, 1925, S. 166–178. (Digitalisat)
- (Herausgeber mit Rudolf Thommen) Aus der Reisebeschreibung des Pero Tafur, 1438 und 1439. In: Basler Zeitschrift für Geschichte und Altertumskunde, 1926, S. 45–107. (doi:10.5169/seals-113751)